# Mads Kaalund
Mads Kaalund (Copenaghen, 16 agosto 1996) è un calciatore danese, centrocampista del Hvidovre.

## Carriera

### Club
Cresciuto nelle giovanili dell'AB e del Lyngby debutta con i professionisti il 26 marzo 2015, nel pareggio per 0-0 contro il Brønshøj. Dopo aver giocato nel Nykøbing e nel Silkeborg il 29 giugno 2023 firma con l'Hvidovre.

### Nazionale
Nel 2014 ha giocato 3 partite con la nazionale danese Under-19.

## Statistiche

### Presenze e reti nei club
Statistiche aggiornate al 16 maggio 2024.
| Stagione         | Squadra          | Campionato       | Campionato | Campionato | Coppe nazionali | Coppe nazionali | Coppe nazionali | Coppe continentali | Coppe continentali | Coppe continentali | Altre coppe | Altre coppe | Altre coppe | Totale | Totale |
| Stagione         | Squadra          | Comp             | Pres       | Reti       | Comp            | Pres            | Reti            | Comp               | Pres               | Retin              | Comp        | Pres        | Reti        | Pres   | Reti   |
| ---------------- | ---------------- | ---------------- | ---------- | ---------- | --------------- | --------------- | --------------- | ------------------ | ------------------ | ------------------ | ----------- | ----------- | ----------- | ------ | ------ |
| 2014-2015        | Lyngby           | 1D               | 0          | 0          | CD              | 0               | 0               | -                  | -                  | -                  | -           | -           | -           | 0      | 0      |
| 2015-2016        | Lyngby           | 1D               | 1          | 0          | CD              | 2               | 0               | -                  | -                  | -                  | -           | -           | -           | 3      | 0      |
| Totale Lyngby    | Totale Lyngby    | Totale Lyngby    | 1          | 0          |                 | 2               | 0               |                    | -                  | -                  |             | -           | -           | 3      | 0      |
| 2016-2017        | Nykøbing         | 1D               | 22         | 2          | CD              | 2               | 1               | -                  | -                  | -                  | -           | -           | -           | 24     | 3      |
| 2017-2018        | Nykøbing         | 1D               | 15         | 1          | CD              | 0               | 0               | -                  | -                  | -                  | -           | -           | -           | 15     | 1      |
| 2018-2019        | Nykøbing         | 1D               | 30         | 1          | CD              | 3               | 0               | -                  | -                  | -                  | -           | -           | -           | 33     | 1      |
| Totale Nykobing  | Totale Nykobing  | Totale Nykobing  | 67         | 4          |                 | 5               | 1               |                    | -                  | -                  |             | -           | -           | 72     | 5      |
| 2019-2020        | Silkeborg        | SL               | 16+6       | 2          | CD              | 3               | 0               | -                  | -                  | -                  | -           | -           | -           | 25     | 2      |
| 2020-2021        | Silkeborg        | 1D               | 19+10      | 3          | CD              | 2               | 0               | -                  | -                  | -                  | -           | -           | -           | 31     | 3      |
| 2021-2022        | Silkeborg        | SL               | 5+2        | 0          | CD              | 0               | 0               | -                  | -                  | -                  | -           | -           | -           | 7      | 0      |
| 2022-2023        | Silkeborg        | SL               | 14+3       | 0          | CD              | 4               | 0               | UEL+UECL           | 2+3                | -                  | -           | -           | -           | 26     | 0      |
| Totale Silkeborg | Totale Silkeborg | Totale Silkeborg | 54+21      | 2          |                 | 9               | 0               |                    | 5                  | 0                  |             | -           | -           | 89     | 5      |
| 2023-2024        | Hvidovre         | SL               | 0+6        | 0+1        | CD              | 0               | 0               | -                  | -                  | -                  | -           | -           | -           | 6      | 1      |
| Totale carriera  | Totale carriera  | Totale carriera  | 122+27     | 6+1        |                 | 16              | 2               |                    | 5                  | 0                  |             | -           | -           | 162    | 9      |